# Walter von Pontoise
Walter von Pontoise (auch: Gualterius von Rebais; französisch: Saint Gauthier de Pontoise) (* um 1030 in Andainville in der Picardie, Frankreich; † 8. April 1099 in Pontoise nordwestlich von Paris) war ein Benediktinermönch und Heiliger. Sein Gedenktag im Heiligenkalender wird kirchlich am 8. April gefeiert (in der Diözese Île-de-France am 4. Mai).

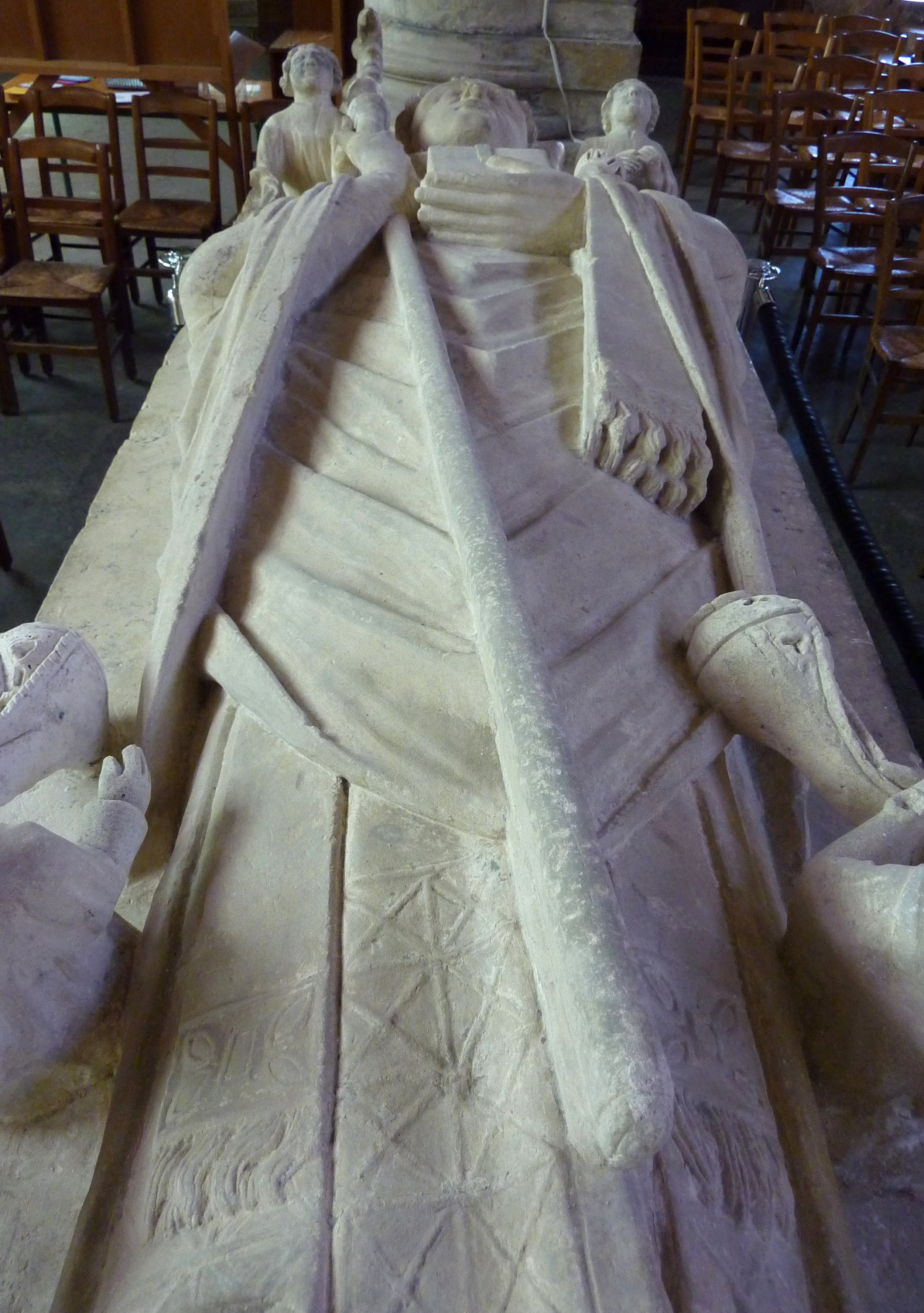
Sarkophag von Walter von Pontoise in der Kirche Notre-Dame in Pontoise

## Leben
Walter war Professor für Philosophie und Rhetorik und wurde dann Benediktinermönch im Kloster Rebais im Bistum Meaux. Philipp I. ernannte ihn zum ersten Abt des neu gegründeten Klosters Saint Martin in Pontoise.  Aufgrund von anfänglichen Schwierigkeiten flüchtete Walter 1072 aus Pontoise in die Abtei Cluny, wurde aber wieder zurückgebracht. 1074 flüchtete er in die Eremitage von Tours und wurde auch von dort wieder nach Pontoise zurückgebracht. 1077 versuchte er, sich in einem Oratorium zu verstecken, wurde aber gefunden und wieder zurückgebracht, so dass er schließlich 1080 den Papst Gregor VII. um die Entbindung von diesem Amt bat, der dies jedoch verweigerte.
Er wirkte im Sinne der Reformen von Cluny und von Gregor VII. 1092 nahm er Teil am Konzil von Paris teil, wo er offen den Sittenverfall der Benediktineräbte anprangerte. 1094 gründete er in Berteaucourt-les-Dames bei Amiens ein Benediktinerinnenkloster.
Walter starb am 8. April 1099, einem Karfreitag, und wurde in der Klosterkirche von Pontoise bestattet. Während der Französischen Revolution wurden seine Gebeine auf den örtlichen Friedhof überführt, wo sie heute aber nicht mehr auffindbar sind.
Er wurde 1153 vom Erzbischof von Rouen, Hugues de Boves (auch Hugo von Amiens, verstorben 1164), heiliggesprochen; dies war die letzte nicht-päpstliche Heiligsprechung. 1170 wurde er auch von Papst Alexander III. heiliggesprochen.
In der Ikonografie wird er im Gewand eines Abtes mit Ähre und Weinberg dargestellt. Er gilt als Patron der Gefangenen und Winzer und Helfer gegen Fieber, Rheumatismus und Augenleiden.

## Legende
Als Novize habe Walter im Klostergefängnis einen misshandelten, hungernden und halb verdursteten Mann vorgefunden, der seine Abgaben nicht bezahlt hatte. Für Walter widersprach das dem christlichen Liebesgebot, weshalb er nachts heimlich die Klausur verließ, das Gefängnis öffnete, dem geschwächten Gefangenen Brot gab und ihn auf seinen eigenen Schultern ins Freie trug. Die Tat wurde entdeckt und Walter dafür vom Abt geprügelt.